# 堀越宏一
堀越 宏一（ほりこし こういち、1957年 - ）は、日本の西洋史学者。早稲田大学教授。
1975年栄光学園高等学校卒、1981年東京大学文学部卒、92年同大学院西洋史博士課程満期退学、1992年ナンシー第二大学（現ロレーヌ大学）大学院人文科学研究科歴史学専攻修了、博士号取得。1993年川村学園女子大学文学部助教授、1996年東洋大学文学部専任講師、98年助教授、2005年教授、2012年早稲田大学教育学部教授。

## 著作

### 単著
- 『中世ヨーロッパの農村世界』山川出版社 〈世界史リブレット〉 1997
- L’industrie du fer en Lorraine : XIIe-XVIIe siècles, Langres (France), Ed. D. Guéniot, 2008
- 『中世ヨーロッパ生活誌』日本放送出版協会 〈NHKカルチャーアワー 歴史再発見〉　2008
- 『ヨーロッパの中世 5 ものと技術の弁証法』岩波書店 2009

### 共著
- 『図説　中世ヨーロッパの暮らし』河原温共著 河出書房新社 〈ふくろうの本〉 2015
- 『西洋中世史』河原温・杉崎泰一郎共著 放送大学教育振興会 2021

### 共編著
- 『中世ヨーロッパを生きる』甚野尚志共編 東京大学出版会 2004
- 『15のテーマで学ぶ中世ヨーロッパ史』甚野尚志共編 ミネルヴァ書房 2013
- 『俠の歴史　西洋編・下』堀越宏一編 清水書院 2020
- 『中世ヨーロッパの妃たち』パトリック・コルベ共編 山川出版社 2021
- ジョバンニ・カセリ『カラーイラスト世界の生活史 22 古代と中世のヨーロッパ社会』木村尚三郎共監訳 東京書籍 1986